# 愍帝 (西晋)
愍帝（びんてい）は、西晋の第4代（最後の）皇帝。諱は鄴（ぎょう）。初代皇帝武帝の孫にあたる。

## 生涯

### 洛陽の陥落と皇帝即位
永康元年（300年）に呉孝王司馬晏の三男として生まれる。兄に淮南王司馬祥、弟に済南王司馬固・済陰王司馬衍がいる。伯父の秦献王司馬柬の跡を継いで秦王となる。永嘉2年（308年）に散騎常侍・撫軍将軍を拝す。
永嘉の乱の際は河南に逃れており、永嘉5年（311年）6月、漢により都の洛陽が陥落。懐帝・太子が平陽に連行される。父の司馬晏はこの時殺害されているが、司馬鄴は母の兄弟の荀藩・荀組と共に豫州に逃れた。豫州刺史の閻鼎が司馬鄴を長安に擁立しようとし、司馬鄴は閻鼎らと宛から武関を経由して関中に逃れた。雍州刺史の賈疋が閻鼎からの要請に応じ、護衛を派遣する。12月、雍城に入る。
永嘉6年（312年）4月、雍城から長安に移った。9月、皇太子に擁立される。賈疋に征西大将軍を加え、秦州刺史の南陽王司馬保を大司馬とする。賈疋が張連と戦い敗死したため、始平郡太守の麹允が雍州刺史を代行する。
建興元年（313年）4月、懐帝崩御の知らせを受けて長安で皇帝に即位した。しかし、即位時に西晋の支配が及んだのは都長安周辺に過ぎない関中地域政権であり、しかもその長安は八王の乱などで100戸余りしかないほど荒廃しており風前の灯に近い状態であった。衛将軍の梁芬を司徒、雍州刺史の麹允を使持節・領軍将軍・録尚書事に、京兆太守の索綝を尚書右僕射に任命する。5月、鎮東大将軍の琅邪王司馬睿を侍中・左丞相・大都督・陝東諸軍事とし、大司馬の南陽王司馬保を右丞相・大都督・陝西諸軍事とする。

### 漢への抵抗と降伏
建興2年（314年）2月、司空の王浚を大司馬に、衛将軍の荀組を司空に、涼州刺史の張軌を太尉に任じ、西平郡公に封じる。并州刺史の劉琨を大将軍に任じる。3月、漢の部将石勒が幽州を攻略し、大司馬・幽州牧の王浚が殺害された。5月、西平公の張軌が死去。7月、漢の部将劉曜・趙染らが長安に侵攻すると麹允がこれを迎撃、趙染を戦死させた。
建興3年（315年）2月、司馬睿を大都督・督中外諸軍事・右丞相に、司馬保を相国に昇進させ、司空の荀組を太尉に、大将軍の劉琨を司空に任命した。9月、劉曜が北地に侵攻すると、領軍将軍の麹允が迎撃した。10月、豫州牧・征東将軍の索綝を尚書僕射・都督宮城諸軍事に任命する。12月、涼州刺史の張寔が皇帝行璽一紐をよこしてきた。
建興4年（316年）7月に劉曜が北地に侵攻し、麹允は歩兵と騎兵3万を率いて救援に向かったが、戦わずして軍が崩壊し、北地郡太守の麹昌は長安に逃亡した。8月、劉曜の軍が長安を孤立させた。食料不足となった長安では人同士が食らい合い、多くの死者が出たことから、11月、愍帝は侍中の宋敞を劉曜に派遣して降伏、平陽に連行された。降伏した司馬鄴は劉聡により光禄大夫・懐安侯とされた。
平陽に連行された愍帝は狩りの時の先導役とされ、宴会では杯を洗わさせられるなど懐帝と同様の屈辱的な処遇を受けた後、建興5年（317年）12月、昭武帝劉聡に平陽で殺害された。享年18。司馬昭ならびに司馬炎からの皇統は断絶し、これにより西晋は完全に滅亡した。皇族（愍帝にとっては父の又従兄弟）の琅邪王司馬睿が建康（愍帝の諱を憚り建業から改称）において即位し晋王朝は継続するが、その支配は江南のみに留まり、一般的に東晋と呼ばれそれ以前の西晋とは区別される。

### 引用元
1. ↑  『資治通鑑』巻87晋紀、孝懐皇帝中
2. ↑  『資治通鑑』巻88晋紀、孝懐皇帝下
3. ↑  川本『中国の歴史、中華の崩壊と拡大、魏晋南北朝』、P58
4. 1 2  三崎『五胡十六国、中国史上の民族大移動』、P49
5. 1 2  川本『中国の歴史、中華の崩壊と拡大、魏晋南北朝』、P59

## 参考資料
- 『晋書』
- 福原啓郎『西晋の武帝　司馬炎』
- 川本芳昭『中国の歴史05、中華の崩壊と拡大。魏晋南北朝』（講談社、2005年2月）
- 三﨑良章『五胡十六国、中国史上の民族大移動』（東方書店、2002年2月）